# Karwei (winkel)
Karwei is een winkelketen in de doe-het-zelfsector. Ze noemt zichtzelf een decoratieve bouwmarkt. Een combinatie van een bouwmarkt en woonwinkel. Men kan bij Karwei onder andere verf, verlichting, meubelen, hout & vloeren kopen. Veel bouwmarkten zijn eigendom van een aantal franchiseondernemers, maar ongeveer de helft van de filialen is eigendom van moederbedrijf Intergamma. Het hoofdkantoor van de franchise-organisatie Intergamma staat in Leusden. Karwei heeft 131 filialen, alleen in Nederland. 
Naast de bouwmarkten van Karwei behoren de bouwmarkten van Gamma ook tot de organisatie Intergamma. Intergamma heeft in Nederland en België samen 381 winkels. Hiervan zijn 164 bouwmarkten van Gamma Nederland, 86 bouwmarkten van Gamma België en 131 bouwmarkten van Karwei Nederland 156 bouwmarkten zijn eigendom van moederbedrijf Intergamma zelf.

## Geschiedenis
De eerste Karweibouwmarkt werd op 14 mei 1975 geopend in Utrecht. In deze plaats werd vanaf 1967 jaarlijks de doe-het-zelfvakbeurs 'Karwei' gehouden in de Jaarbeurs. Deze naam bleek niet beschermd en is door de oprichters van de bouwmarkt gedeponeerd als winkelnaam.

## Huisstijl
Sinds najaar 2017 is Karwei begonnen met het verbouwen van haar bouwmarkten. Karwei Heesch is de eerste winkel die verbouwd is naar de nieuwe huisstijl Q. Daarna volgden onder andere Uden, Goirle, en Amsterdam. Tot eind 2023 zijn ruim 15 bouwmarkten omgetoverd tot de nieuwe huisstijl. In 2024 zullen nog meer filialen volgen.
Kenmerkend aan deze nieuwe huisstijl is het ronde middenpad met verschillende inspiratieplekken. Waar een winkel normaal gesproken bestond uit een breed middenpad met daarop lange haakse gaat het in de Q-bouwmarkten anders. Het middenpad zigzagt door de winkel, daarop liggen kleinere gangpaden. Tevens vindt men aan dit middenpad ook inspiratieplekken voor onder andere raamdecoratie en vloeren. Ook ligt de focus in deze bouwmarkten vooral op vloeren, verlichting, raamdecoratie en wanden.

## Webshop
In 2014 werd de webshop van Karwei geopend, hier vindt men ruim 30 duizend producten. Veel van deze producten kan men de volgende dag al laten thuisbezorgen of in de bouwmarkt afhalen. Deze online-bestellingen komen uit het distributiecentrum van Intergamma in Antwerpen. Tevens kan men artikelen die in de bouwmarkt op voorraad zijn bestellen via click & collect. Men kan de bestelling dan na een uur afhalen in de winkel.